# Transatlantic (1998.)
Transatlantic je hrvatski dugometražni film iz 1998. godine.
Istoimeni kratki igrani film Mladena Jurana Transatlantic (1981), opisan kao "nadrealistički prikaz tragične sudbine hrvatskog emigranta", uvršten od kritike među najbolje jugoslavenske kratke igrane filmove ikad snimljene. Taj kratki igrani film bio je nagrađen Zlatnom medaljom za najbolji kratkometražni igrani jugoslavenski film na festivalu u Beogradu 1982. godine.
I prije i nakon što je realizirao kratki film Juran je pokušavao napraviti cjelovečernji igrani film s istom tabu-temom i pričom hrvatske emigracije u Americi, no tu je ideju bilo moguće ostvariti tek nakon pada komunizma. Cjelovečernji Transatlantic također je bio dobro prihvaćen, dobitnik je četiri Zlatne arene na festivalu u Puli i nagrade Kodak (1998), izabran je za službeni program jednog od sedam priznatih svjetskih festivala A kategorije - Moskva (1999.), izabran i za prvi film samostalne Hrvatske u službenoj konkurenciji festivala A kategorije - nominacija za najznačajniju nagradu Južne Amerike Golden Ombu za najbolji film, Mar del Plata (1999.), te je kao hrvatski predstavnik bio kandidiran za Oscara za najbolji strani film za 1998. godinu.
"Transatlantic je filmski ep o imigraciji, korijenima, Hrvatskoj, Novome svijetu (Americi), organiziranome kriminalu, emigraciji, ljubavi, samoći, sudbi, egzistencijalnim kotama svačijeg života, bio on monumentalan, ili pak, tek običan, ništavan, ali, ipak, ljudski. Ova tabu-tema (emigracija, »ustaška« dijaspora i »domobransko domoljublje«, ex-Titova Jugoslavija) hrvatske kulture sjajno je realizirana u žanru društveno-psihološke drame s elementima melodrame, te kriminalističkog i pustolovnog filma - michaelciminovski filmski oratorij." - RG Tilly, 2003.